# Яблочный мартини
«Яблочный мартини» (англ. appletini, apple martini) — коктейль на основе водки (джина) и яблочного шнапса (яблочного ликера или кальвадоса).
Коктейль отсутствует в списке официальных коктейлей международной ассоциации барменов.

## Рецепт
Есть несколько распространенных рецептов Яблочного Мартини.
Наиболее каноничным считается следующий:
30 мл водки, 10 мл яблочного шнапса, 10 мл ликера Куантро. Подаётся с долькой яблока.
В связи с редкостью яблочного шнапса его часто заменяют на ликер яблочный зеленый, сохраняя пропорции напитка.
Также распространен рецепт с использованием джина и вермута:
15 мл лондонского сухого джина, 40 мл ликера яблочного зеленого, 25 мл сухого вермута. Метод приготовления — стир, подается также с долькой зеленого яблока.
И четвертая вариация — с использованием яблочного бренди — кальвадоса:
50 мл кальвадоса, 20 мл простого сахарного сиропа, 15 мл лимонного сока. Готовится в шейкере со льдом, украшается долькой зеленого яблока.

## Вариации
Похожий коктейль можно приготовить из белого вермута Martini Bianco и яблочного сока в хайболле, наполненном льдом.

## Упоминания в популярной культуре
- Любимый напиток доктора Джона Дориана в сериале «Клиника». Приготовлен на основе шнапса из кислых яблок, что придает ему ярко-зеленый цвет.
- Тед Мосби из сериала «Как я встретил вашу маму» иногда заказывал яблочный мартини.
- Брайан Гриффин из мультсериала «Гриффины» иногда заказывал яблочный мартини.
- Сью Сильвестер из сериала «Хор» говорила, что яблочный мартини — её любимый напиток.
- В фильме «Правила съёма: Метод Хитча /Hitch» Сара Милас (Ева Мендес) пила яблочный мартини когда к ней подошёл знакомиться Хитч (Уилл Смит).
- В фильме «Социальная сеть» во время встречи с Шоном Паркером в ресторане все пьют яблочный мартини.
- В фильме «Развод по-американски» упоминалось, что героиня Дженнифер Энистон — Брук любит яблочный мартини.
- В развлекательном реслинг-шоу «Impact Wrestling» Реслер и актер Кристофер Дэниелс дает интервью и выходит к рингу с яблочным мартини.
- В сериале «Два с половиной человека» Алан Харпер (брат главного героя Чарли Харпера) часто заказывал яблочный мартини.
- В сериале «Элементарно» (11-я серия 3 сезона) жертве подмешивают в appletini снотворное.
- В фильме «Фокус» Никки (Уилл Смит) на одной из вечеринок пил эпплтини.
- В сериале «Мистер Робот» (3-я серия 1 сезона) Эллиот заказал appletini.
- В конце 3 серии 4 сезона сериала «Сообщество» Энни Эдисон просит Джеффа Уингера заказать эпплтини.
- В фильме «Большая игра» яблочный мартини заказывает русский мафиози.
- В сериале «Люцифер» (3-я серия 4 сезона) Ева заказывает яблочный мартини.
- В сериале «Однажды в сказке» в  1 серии 6 сезона Злая королева предлагает Зелине яблочный мартини из зеленых яблок, в  10 серии того же сезона Злая королева пьет яблочный мартини из красных яблок, сделанный Аладдином по ее приказу, в 14 серии 7 сезона Зелина пьет яблочный мартини из зеленых яблок с Реджиной в их баре в Сиэтле